# Pernambuco
Pernambuco (PE) er en mindre brailiansk delstat, placeret i den nordøstlige del af landet
i regionen Nordeste ud til Atlanterhavet. Hovedstaden hedder Recife og delstaten grænser op til 
Paraíba, Ceará, Alagoas, Bahia og Piauí
- Wikimedia Commons har flere filer relateret til Pernambuco

8°20′S 37°49′V / 8.34°S 37.81°V